# Municipio de Palarm
El municipio de Palarm (en inglés: Palarm Township) es un municipio ubicado en el condado de Faulkner en el estado estadounidense de Arkansas. En el año 2010 tenía una población de 3603 habitantes y una densidad poblacional de 49,35 personas por km².

## Geografía
El municipio de Palarm se encuentra ubicado en las coordenadas 35°2′59″N 92°16′23″O / 35.04972, -92.27306. Según la Oficina del Censo de los Estados Unidos, el municipio tiene una superficie total de 73.01 km², de la cual 72.79 km² corresponden a tierra firme y (0.31%) 0.22 km² es agua.

## Demografía
Según el censo de 2010, había 3603 personas residiendo en el municipio de Palarm. La densidad de población era de 49,35 hab./km². De los 3603 habitantes, el municipio de Palarm estaba compuesto por el 95.31% blancos, el 1% eran afroamericanos, el 0.86% eran amerindios, el 0.28% eran asiáticos, el 0.08% eran isleños del Pacífico, el 1.19% eran de otras razas y el 1.28% pertenecían a dos o más razas. Del total de la población el 2.75% eran hispanos o latinos de cualquier raza.